# Tuhobić
Tuhobić är ett berg i Kroatien.   Det ligger i länet Gorski kotar, i den centrala delen av landet, 120 km sydväst om huvudstaden Zagreb. Toppen på Tuhobić är 1 109 meter över havet, eller 221 meter över den omgivande terrängen. Bredden vid basen är 4,6 km.
Terrängen runt Tuhobić är huvudsakligen lite bergig. Runt Tuhobić är det ganska tätbefolkat, med 100 invånare per kvadratkilometer. Närmaste större samhälle är Rijeka, 18,2 km väster om Tuhobić. Omgivningarna runt Tuhobić är en mosaik av jordbruksmark och naturlig växtlighet.